# Jamie Lawrence (Fußballspieler, 2002)
Jamie Lawrence (* 10. November 2002 in München) ist ein deutscher Fußballspieler. Der Innenverteidiger steht seit der Saison 2024/25 bei der WSG Tirol unter Vertrag.

## Kindheit
Jamie Lawrence hat nigerianische Wurzeln. Zwei seiner sechs Geschwister gehören der Basketballabteilung des FC Bayern München an, wo sie in der Jugendabteilung aktiv sind. Lawrence selbst spielte bis zu seinem 14. Lebensjahr beim Kirchheimer SC, ehe er sich dem Nachwuchs des deutschen Rekordmeisters anschloss.

## Karriere

### Verein
Lawrence absolvierte jeweils eine Saison in der U17 und U19 des FC Bayern München, bevor er in der Saison 2020/21 für dessen zweite Mannschaft in der 3. Liga debütierte. Der 17-Jährige, der eigentlich in der A-Jugend zum Einsatz kommen sollte und vorerst als Ergänzungsspieler bei der Zweitvertretung vorgesehen war, entwickelte sich nach den Verletzungen von Nicolas Feldhahn und Bright Arrey-Mbi zum Stammspieler beim amtierenden Drittligameister. Er kam auf 28 Drittligaeinsätze, stand 26-mal in der Startelf und erzielte ein Tor. Jedoch stieg man am Saisonende in die Regionalliga Bayern ab. Dort absolvierte Lawrence 32 Einsätze, in denen er vier Tore erzielte. Da der Profikader Anfang Januar 2022 am 18. Spieltag aufgrund von Corona-Infektionen, Verletzungen und Abstellungen zum Afrika-Cup 2022 stark dezimiert war, stand Lawrence unter Julian Nagelsmann bei einer 1:2-Niederlage gegen Borussia Mönchengladbach erstmals in der Bundesliga im Spieltagskader, ohne jedoch eingewechselt zu werden; alle Feldspieler auf der Bank des FC Bayern kamen dabei aus der zweiten Mannschaft oder U19.
Zur Saison 2022/23 wechselte der Innenverteidiger auf Leihbasis zum Zweitliga-Aufsteiger 1. FC Magdeburg. Für Magdeburg kam er in zwei Spielzeiten in der 2. Bundesliga zu 36 Einsätzen.
Zur Saison 2024/25 kehrte Lawrence nicht nach München zurück, sondern wechselte zum österreichischen Bundesligisten WSG Tirol.

### Nationalmannschaft
Lawrence absolvierte im Februar 2019 ein Spiel für die U17-Nationalmannschaft des DFB. 2020 folgte eine Nominierung für die U19-Auswahl, diese konnte er allerdings nicht wahrnehmen, da sich sein Verein gleichzeitig im Ligabetrieb befand. Für die U20-Nationalmannschaft debütierte er am 2. September 2021 in Jablonec nad Nisou beim 2:0-Sieg im Testspiel gegen die U20-Nationalmannschaft Tschechiens.